# Perisama diotima
Perisama diotima är en fjärilsart som beskrevs av William Chapman Hewitson 1852. Perisama diotima ingår i släktet Perisama och familjen praktfjärilar. Inga underarter finns listade i Catalogue of Life.